# Distretto di Bukomansimbi
Il distretto di Bukomansimbi è un distretto dell'Uganda, situato nella Regione centrale.